# Andrzej Oporowski
Andrzej Oporowski, Jędrzej Oporowski herbu Sulima, (zm. 1483), podkanclerzy koronny i sekretarz królewski, duchowny, administrator diecezji przemyskiej i biskup przemyski, następnie biskup kujawsko-pomorski; niedoszły biskup płocki i warmiński.

## Rodzina
Syn Piotra Oporowskiego, wojewody łęczyckiego i zapewne Piotruszy, córki starosty ruskiego Piotra z Kniehynic i Charbinowc, brat Jana Oporowskiego, wojewody brzeskokujawskiego i Mikołaja, kasztelana brzeskokujawskiego.

## Życiorys
Studia na Uniwersytecie Krakowskim rozpoczął w półroczu zimowym 1455, bakalaureat uzyskał w lutym 1458, w styczniu 1460 został promowany na magistra sztuk wyzwolonych. Studia kontynuował w Bolonii, gdzie uzyskał doktorat obojga praw w 1462. Był tam przez pewien czas rektorem nacji Ultramontanów.
Już w początkowym okresie kariery posiadał liczne beneficja kościelne. W 1460 był kanonikiem krakowskim, w 1461 wiódł spór o prebendę 11000 dziewic w Kowalu. W sierpniu 1463 był już kantorem katedry włocławskiej. W 1464 instalowany na kanonikacie gnieźnieńskim starał się o kanonikat w kapitule kolegiackiej łęczyckiej. Rok później toczył długotrwały spór o kanonikat gnieźnieński po Mikołaju z Czechla z kilkoma duchownymi, min. z Jakubem z Sienna, Wincentym Kiełbasą. Echa tego sporu pojawiały się w latach 1467-1469. W 1465 był kanonikiem płockim, a od 1465 scholastykiem krakowskim. W 1466 jako kantor włocławski prosił Stolicę Apostolską o archidiakonat gnieźnieński i dziekanię łęczycką, które stracił Jan Pieniążek, karnie usuniętym z archidiakonii gnieźnieńskiej za zabójstwo. Papież przychylił się do prośby, Andrzej Oporowski zobowiązał się 14 lutego 1466 zapłacić annatę za dziekanię łęczycką i z tą godnością został odnotowany 11 czerwca 1467. W czerwcu 1466 zamienił kantorię włocławską na kanonikat w tamtejszej kapitule z Janem Górskim. Był również archidiakonem kaliskim. W 1470 procesował się z Mikołajem z Księża o prepozyturę kruszwicką, którą posiadał. 
Karierę polityczna rozpoczął od pracy w kancelarii królewskiej, zapewne po powrocie ze studiów w Italii. W 1464 był już sekretarzem królewskim, jako poseł królewski udał się do kapituły gnieźnieńskiej polecając wyniesienie na arcybiskupstwo Jana Gruszczyńskiego. W 1470 jako poseł królewski udał się do wielkiego mistrza zakonu krzyżackiego Henryka Reffle von Richtenberg. 
Po śmierci Ścibora z Gościeńczyc w 1470 za poparciem Kazimierza Jagiellończyka został wybrany przez kapitułę płocką na biskupa. Wskutek interwencji cesarza Fryderyka III u papieża Sykstusa IV nie został dopuszczony na biskupstwo płockiej ostatecznie diecezję objął książę mazowiecki Kazimierz. Papież bullą z 1471 dał Oporowskiemu prowizję na biskupstwo warmińskie, przenosząc ówczesnego biskupa warmińskiego Mikołaja Tungena na biskupstwo w Kamieniu Pomorskim. Tungen nie zastosował się do decyzji papieskiej ani też nie ugiął się pod groźbami króla Kazimierza Jagiellończyka, co doprowadziło do tzw. „wojny księżej”. Stany Pruskie na sejmie w Piotrkowie w marcu 1472 opowiedziały się przeciwko obsadzeniu Oporowskiego na biskupstwie warmińskim i sprzyjały Tungenowi, który opanował znaczną część Warmii. Przez ten cały czas król konsekwentnie uznawał Oporowskiego za biskupa. Sam zainteresowany w końcu 1472 udał się do Rzymu, gdzie został konsekrowany na biskupa warmińskiego. W marcu 1473 pojawił się w Polsce, ale nie mógł objąć biskupstwa pozostającego w rękach konkurenta. Ostatecznie, w 1479 biskupstwo warmińskie objął Tungen a Andrzej Oporowski pozostał przy boku króla, który przez cały ten czas zabiegał o obsadzenie Oporowskiego na biskupstwie. 
Po nominacji pierwszego biskupa warmińskiego o jego kanonie włocławską, płocką i kruszwicką zabiegali różni duchowni, min. Andrzej Róża Boryszewski. O dziekanię łęczycka prośbę do papieża skierował Jan Pieniążek. W czerwcu 1471 wszedł w spór o kanonikat poznański z Janem z Łukowa, który już miał ową prebendę. W styczniu 1472 Oporowski zrzekł się archidiakonii gnieźnieńskiej.
W następnych latach aktywnie uczestniczył w życiu politycznym. W 1476 towarzyszył królowi przy przyłączaniu ziemia sochaczewskiej do Korony, przebywał na zjeździe Stanów Pruskich w Malborku. W maju 1477 udał się do książąt saskich, w 1476 i 1477 posłował do cesarza Fryderyka, w 1479 brał udział w ślubie córki królewskiej Zofii Jagiellonki z Fryderykiem, synem Albrechta, margrabiego brandenburskiego we Frankfurcie.
W połowie 1479 uzyskał podkanclerstwo po Stanisławie Kurozwęckim, który został kanclerzem. Po raz pierwszy z na nowy urzędzie pojawił się 30 sierpnia 1479 i pełnił go do śmierci.
5 października 1476 na prośbę króla został mianowany poprzez papieża administratorem apostolskim diecezji przemyskiej, a 1 października 1479 papież wyniósł Oporowskiego do godności biskupa przemyskiego. Po przejściu Zbigniewa Oleśnickiego na arcybiskupstwo gnieźnieńskie w końcu 1480 król wyznaczył go na biskupstwo włocławskie. Zatwierdzenie papieskie uzyskał 12 października 1481. Pochłonięty sprawami państwowymi nie zajmował się diecezją włocławską, nigdy do niej nie przybył. Do połowy 1480 przebywał w kraju, później do 1483 stale obecny był przy królu na Litwie, gdzie kierował pracami kancelarii królewskiej. Jedynie dwukrotnie przybył na krótko do Korony. W grudniu 1480 był w Toruniu, a w styczniu 1481 w starostwie kruszwickim (trzymał wraz z braćmi), skąd udał się na Litwę. W lipcu 1481 przebywał we Włocławku w bliżej nieznanej sprawie.
Zmarł w Mereczu na Litwie po 25 kwietnia 1483, a przed 7 maja 1483. Zgodnie z życzeniem został pochowany w katedrze włocławskiej, w prezbiterium przed wielkim ołtarzem. Przed śmiercią sporządził testament, który się zachował. 1000 zł węgierskich przeznaczył na wybudowanie kaplicy w katedrze włocławskiej i uposażenie altarysty ołtarza św. św. Fabiana i Sebastiana, drugie 1000 zł węgierskich przekazał królowi, pozostałe pieniądze i rzeczy rozdzielił między rodzinę, przyjaciół, służbę i ubogich. Kościołowi w Oporowie zapisał 200 grzywien na wykończenie kaplicy oraz podarował mu swoją bibliotekę. Majątek odziedziczony po ojcu będący zastawem królewszczyzn, tj. zamek Kruszwicę i miasta: Kruszwica, Gębice, Skulsk z wsiami zostały podzielone między brata Jana i bratanka Andrzeja Oporowskiego, późniejszego wojewodę łęczyckiego. 